# 汉滨区
汉滨区是中国陕西省安康市所辖的唯一市辖区，為市政府駐地。总面积为3652平方公里，常住人口約68万人。

## 行政区划
汉滨区下辖4个街道办事处、24个镇：
老城街道、新城街道、江北街道、建民街道、关庙镇、张滩镇、瀛湖镇、五里镇、恒口镇、吉河镇、流水镇、大竹园镇、洪山镇、茨沟镇、大河镇、沈坝镇、双龙镇、叶坪镇、中原镇、县河镇、紫荆镇、早阳镇、关家镇、石梯镇、坝河镇、牛蹄镇、晏坝镇和谭坝镇。

## 人口民族
2020年末，安康市第七次全国人口普查主要数据公报显示：汉滨区常住人口为674834人，男性人口占比50.9%，女性人口占比49.1%，年龄结构中0-14岁占比18.06%，15-59岁占比63.41%，60岁以上占比18.53%，65岁以上占比13.05%。